# Ewald Wurzinger
Ewald Simon Wurzinger (* 12. Februar 1987 in Graz) ist ein österreichischer Journalist, Landwirt sowie Initiator und Eigentümer des Prinzessin Diana Memorials in Wien.

## Leben
Wurzinger ist auf dem Bauernhof seiner Eltern in Fehring in der Steiermark aufgewachsen. Er besuchte das Francisco Josephinum in Wieselburg in Niederösterreich, hat Medienwissenschaften an der Karl-Franzens-Universität in Graz studiert und arbeitete ab 2008 als Journalist und Reporter, zunächst als Radio-, später als TV-Redakteur, beim ORF Niederösterreich. Seit 2010 ist er im Landesstudio Wien als Reporter bei Radio Wien und der TV-Sendung Wien heute im Einsatz.  Für den ORF interviewte Wurzinger etwa Lionel Richie, Katie Melua, Arnold Schwarzenegger sowie Tito und Jackie Jackson, oder aber auch Georg Gänswein, den Privatsekretär des emeritierten Papstes Benedikt XVI.
Als Chef vom Dienst ist Ewald Wurzinger seit 2015 hier auch für die Hörfunk-Sendeplanung verantwortlich. Zusätzlich ist er Gastgeber der wöchentlichen Sendung „Menschen im Gespräch“ und im Team der Verkehrsredaktion.
Seit 2019 ist Wurzinger Redakteur der ORF-Sendung Vera sowie Journalist und Kolumnist bei der Kleinen Zeitung.
Auch berichtet Ewald Wurzinger als Korrespondent für die italienische Rai über politische, wirtschaftliche und gesellschaftliche Themen und Ereignisse aus Wien und London.
Für mediales Aufsehen hat Wurzinger 2013 gesorgt, als er auf Privatinitiative ein Denkmal für die verstorbene britische Prinzessin Diana errichten ließ. Die übergroße Büste aus Laaser Marmor und die Gedenktafel wurden vom Wiener Bildhauer Wolfgang Karnutsch geschaffen und 2014 erstmals vor dem Kensington-Palast präsentiert. In seiner Master-Thesis beschäftigte sich Wurzinger wissenschaftlich mit Diana und ihrem Verhältnis zu den Medien.
Ewald Wurzinger ist Pate von Domenica Lawson, dem letzten Taufkind der Fürstin von Wales. In einem Interview bezeichnete er die übernommene Patenschaft als das schönste Erbe Dianas.
Um der Milchpreis-Krise entgegenzuwirken und mehr Bewusstsein für bäuerliche Lebensmittel zu schaffen, hat Ewald Wurzinger 2015 auf seinem Bauernhof das Startup „Kuh4You“ gegründet. Mit dem karitativen Käse-Laden „Cheese-us“ soll die Pfarre Hartberg bei der Innenrenovierung ihrer Stadtpfarrkirche unterstützt werden.
Wurzinger ist Mitglied der Österreichisch-Britischen Gesellschaft und lebt in Wien und in der Steiermark.

## Auszeichnungen
- Für seine internationalen Kochreportagen zum Eurovision Song Contest wurde Wurzinger 2015 mit dem IFAJ Alltech Young Leaders Award in Neuseeland ausgezeichnet.[14]

## Publikationen
- Wilma und das Christkind, Paramon 2017 (Kinderbuch)